# العلاقات البرتغالية الإيرانية
العلاقات البرتغالية الإيرانية هي العلاقات الثنائية التي تجمع بين البرتغال وإيران.

## مقارنة بين البلدين
هذه مقارنة عامة ومرجعية للدولتين:
| وجه المقارنة                                              | البرتغال                                                  | إيران                    |
| --------------------------------------------------------- | --------------------------------------------------------- | ------------------------ |
| المساحة (كم2)                                             | 92.21 ألف                                                 | 1.65 مليون               |
| عدد السكان (نسمة)                                         | 10.60 مليون                                               | 79.97 مليون              |
| الكثافة السكانية (ن./كم²)                                 | 114.95                                                    | 48.47                    |
| العاصمة                                                   | لشبونة                                                    | طهران                    |
| اللغة الرسمية                                             | اللغة البرتغالية، اللغة الميراندية                        | لغة فارسية               |
| العملة                                                    | يورو، اسكودو برتغالي                                      | ريال إيراني              |
| الناتج المحلي الإجمالي (بليون دولار)                      | 217.57 مليار                                              | 439.51 مليار             |
| الناتج المحلي الإجمالي (تعادل القوة الشرائية) بليون دولار | 307.82 مليار                                              | 1.36 تريليون             |
| الناتج المحلي الإجمالي الاسمي للفرد دولار أمريكي          | 19.22 ألف                                                 |                          |
| الناتج المحلي الإجمالي للفرد دولار أمريكي                 | 28.76 ألف                                                 |                          |
| مؤشر التنمية البشرية                                      | 0.830                                                     | 0.766                    |
| رمز المكالمات الدولي                                      | +351                                                      | +98                      |
| رمز الإنترنت                                              | .pt                                                       | .ir،                     |
| المنطقة الزمنية                                           | توقيت غرب أوروبا، توقيت غرب أوروبا الصيفي، أوروبا/لشبونة ‏ | ت ع م+03:30، توقيت إيران |

## منظمات دولية مشتركة
يشترك البلدان في عضوية مجموعة من المنظمات الدولية، منها:
| علم المنظمة | اسم المنظمة                        | تاريخ انضمام البرتغال | تاريخ انضمام إيران |
| ----------- | ---------------------------------- | --------------------- | ------------------ |
|             | مؤسسة التنمية الدولية              | 29 ديسمبر 1992        | 10 أكتوبر 1960     |
|             | يونسكو                             | 11 مارس 1965          | 6 سبتمبر 1948      |
|             | وكالة ضمان الاستثمار متعدد الأطراف | 6 يونيو 1988          | 15 ديسمبر 2003     |
|             | الأمم المتحدة                      | 14 ديسمبر 1955        | 24 أكتوبر 1945     |
|             | الفريق المعني برصد الأرض           | ?                     | ?                  |
|             | الاتحاد البريدي العالمي            | ?                     | ?                  |
|             | البنك الدولي للإنشاء والتعمير      | 29 مارس 1961          | 29 ديسمبر 1945     |
|             | المنظمة الهيدروغرافية الدولية      | ?                     | ?                  |
|             | منظمة حظر الأسلحة الكيميائية       | ?                     | ?                  |
|             | مؤسسة التمويل الدولية              | 8 يوليو 1966          | 28 ديسمبر 1956     |
|             | منظمة الشرطة الجنائية الدولية      | ?                     | ?                  |

## وصلات خارجية
- موقع وزارة الخارجية البرتغالية
- موقع وزارة الخارجية الإيرانية